# Herr Doktor
Herr Doktor est un film muet français réalisé par Louis Feuillade et sorti en 1917.

## Fiche technique
- Réalisation : Louis Feuillade
- Société de production :  Société des Etablissements L. Gaumont
- Format : Noir et blanc - Muet - 1,33:1 - 35 mm
- Métrage : 1 060 m
- Date de sortie : 
  - France : octobre 1917

## Distribution
- Yvette Andréyor
- René Cresté
- Louis Leubas
- Olinda Mano
- Édouard Mathé
- Gaston Michel